# برج المكسور
برج المكسور قرية في ناحية مركز تلكلخ التابعة لمنطقة تلكلخ في محافظة حمص في سورية.